# Copa de Oro de la Concacaf 1996
La Copa de Oro de la Concacaf 1996 fue la decimotercera edición del torneo más importante a nivel de selecciones organizado por la Concacaf. Se realizó del 10 al 21 de enero de 1996 en los Estados Unidos, la novedad que presentó esta edición fue la invitación de la selección de Brasil, aumentándose a 9 los participantes. Se formaron 3 grupos de 3 equipos, clasificándose a las semifinales los primeros de cada grupo más el mejor segundo.
En la final disputada en el Memorial Coliseum de Los Ángeles, México ganó su segunda Copa de Oro de la Concacaf al derrotar por 2-0 a la selección invitada Brasil.

## Sede
El torneo volvió a Estados Unidos como sede única después de 4 años, en específico, al estado de California, llevándose a cabo en 3 ciudades de este estado.

### Estadios
| Anaheim                       | Los Ángeles                   | San Diego           |
| ----------------------------- | ----------------------------- | ------------------- |
| California                    | California                    | California          |
| Anaheim Stadium               | Los Angeles Memorial Coliseum | Jack Murphy Stadium |
| Capacidad: 64 593             | Capacidad: 93 607             | Capacidad: 60 836   |
|                               |                               |                     |
| Anaheim Los Ángeles San Diego |                               |                     |

### Árbitros
En total fueron 7 árbitros centrales y 4 asistentes confirmados para esta edición.
| - Esfandiar Baharmast - Ronald Gutiérrez - Peter Prendergast - Argelio Sabillón - Ramesh Ramdhan - René Parra - Armando Archundia | Asistentes - Owen Powell - Rodríguez - Sánchez - Eric Zefrin |

## Formato de competición
El torneo se desarrolla dividido en cuatro etapas: fase de grupos, semifinales, partido por el tercer lugar y final.
En la fase de grupos los nueve equipos participantes se dividen en 3 grupos de 3 equipos, cada equipo juega una vez contra sus rivales de grupo con un sistema de todos contra todos, los equipos son clasificados en los grupos según los puntos obtenidos en todos sus partidos jugados los cuales son otorgados de la siguiente manera:
- 3 puntos por partido ganado.
- 1 punto por partido empatado.
- 0 puntos por partido perdido.

Clasifican a las semifinales el ganador de cada grupo y el mejor segundo lugar. Si al término de la fase de grupos dos o más equipos terminan empatados en puntos se aplican los siguientes criterios de desempate:
- La diferencia de goles en los partidos del grupo.
- La mayor cantidad de puntos obtenidos en los partidos entre los equipos en cuestión.
- Sorteo por parte del Comité de la Copa Oro.

En las semifinales los 4 equipos clasificados a esta instancia forman 2 series de dos equipos, los perdedores de las semifinales juegan el partido por el tercer lugar y los ganadores disputan la final del torneo. Los enfrentamientos de semifinales se determinaron por sorteo.
Las semifinales y final se juegan con un sistema de eliminación directa, si algún partido de estas fases termina empatado luego de los noventa minutos de tiempo de juego reglamentario se procede a jugar un tiempo extra consistente en dos periodos de 15 minutos, si la igualdad persiste se define al ganador mediante tiros desde el punto penal.

## Clasificación
Las tres selecciones pertenecientes a la Unión Norteamericana de Fútbol (NAFU), Canadá, Estados Unidos y México clasificaron automáticamente, así como también la invitada del torneo Brasil, proveniente de la CONMEBOL. Las selecciones pertenecientes a la Unión Centroamericana de Fútbol (UNCAF) y a la Unión Caribeña de Fútbol (CFU) disputaron torneos clasificatorios que fueron a su vez los torneos regionales de ambos organismos subordinados de la Concacaf, la repartición de los 5 cupos en cuestión fue la siguiente:
- Centroamérica: 3
- Caribe: 2

La Copa Uncaf 1995 se llevó a cabo en El Salvador del 29 de noviembre al 10 de diciembre de 1995 y en ella participaron 6 selecciones en la fase final, con la reciente incorporación de Belice. Los 3 primeros lugares de esta competencia consiguieron su clasificación al torneo, siendo Honduras, Guatemala y El Salvador los clasificados, siendo esta la única vez en que la selección de Costa Rica no fue parte del torneo.
La Copa del Caribe de 1995 se llevó a cabo en Jamaica y las Islas Caimán (siendo la primera vez que el torneo tenía sede conjunta) del 2 de abril al 30 de julio de 1995 y constó de varias rondas preliminares antes de llegar a la ronda final, en esta última participaron 8 equipos de los cuales solo el campeón y subcampeón de este torneo consiguieron su clasificación, y estos fueron: Trinidad y Tobago y San Vicente y las Granadinas.

## Equipos participantes
Las selecciones de Canadá, Estados Unidos y México tienen asegurada su clasificación.
- En cursiva los equipos debutantes del torneo.

| Clasificatorias | Clasificatorias | Clasificatorias | Clasificatorias | Clasificatorias | Clasificatorias |
| --------------- | --------------- | --------------- | --------------- | --------------- | --------------- |
|                 | UNCAF           |                 |                 | CFU             |                 |

| Equipos participantes | Equipos participantes        | Equipos participantes |
| --------------------- | ---------------------------- | --------------------- |
| Brasil                | Canadá                       | El Salvador           |
| Estados Unidos        | Guatemala                    | Honduras              |
| México                | San Vicente y las Granadinas | Trinidad y Tobago     |

### Sorteo
| Bombo 1 | Bombo 2                        | Bombo 3                                               |
| --- | ------------------------------ | ----------------------------------------------------- |
| México (asignado al Gpo. A) Brasil (invitado, asignado al Gpo. B) Estados Unidos (anfitrión, asignado al Gpo. C) | El Salvador Guatemala Honduras | Canadá San Vicente y las Granadinas Trinidad y Tobago |

## Resultados

### Primera fase
– Clasificado para las semifinales.

#### Grupo A
| Equipo                       | Pts | PJ | PG | PE | PP | GF | GC | Dif |
| ---------------------------- | --- | -- | -- | -- | -- | -- | -- | --- |
| México                       | 6   | 2  | 2  | 0  | 0  | 6  | 0  | 6   |
| Guatemala                    | 3   | 2  | 1  | 0  | 1  | 3  | 1  | 2   |
| San Vicente y las Granadinas | 0   | 2  | 0  | 0  | 2  | 0  | 8  | -8  |

| 11 de enero de 1996 | México                                          | 5:0 (2:0) | San Vicente y las Granadinas | Jack Murphy Stadium, San Diego                                  |                                                                 |
|                     | García 29' 37' · Peláez 70' 90' · A. García 80' | Reporte   |                              | Asistencia: 15 352 espectadores Árbitro(s): Esfandiar Baharmast | Asistencia: 15 352 espectadores Árbitro(s): Esfandiar Baharmast |

| 14 de enero de 1996 | México   | 1:0 (0:0) | Guatemala | Jack Murphy Stadium, San Diego                               |                                                              |
|                     | Rizo 89' | Reporte   |           | Asistencia: 32 571 espectadores Árbitro(s): Ronald Gutiérrez | Asistencia: 32 571 espectadores Árbitro(s): Ronald Gutiérrez |

| 16 de enero de 1996 | San Vicente y las Granadinas | 0:3 (0:3) | Guatemala                             | Anaheim Stadium, Anaheim                                      |                                                               |
|                     |                              | Reporte   | Funes 28' · Westphal 42' · Machón 45' | Asistencia: 52 345 espectadores Árbitro(s): Peter Prendergast | Asistencia: 52 345 espectadores Árbitro(s): Peter Prendergast |

#### Grupo B
| Equipo   | Pts | PJ | PG | PE | PP | GF | GC | Dif |
| -------- | --- | -- | -- | -- | -- | -- | -- | --- |
| Brasil   | 6   | 2  | 2  | 0  | 0  | 9  | 1  | 8   |
| Canadá   | 3   | 2  | 1  | 0  | 1  | 4  | 5  | -1  |
| Honduras | 0   | 2  | 0  | 0  | 2  | 1  | 8  | -7  |

| 10 de enero de 1996 | Canadá                        | 3:1 (2:1) | Honduras   | Anaheim Stadium, Anaheim                                      |                                                               |
|                     | Corazzin 7' · Holness 27' 60' | Reporte   | Carson 40' | Asistencia: 27 125 espectadores Árbitro(s): Peter Prendergast | Asistencia: 27 125 espectadores Árbitro(s): Peter Prendergast |

| 12 de enero de 1996 | Brasil                                            | 4:1 (3:0) | Canadá        | Memorial Coliseum, Los Ángeles                               |                                                              |
|                     | André Luis 3' · Caio 7' · Sávio 14' · Machado 86' | Reporte   | Radzinski 66' | Asistencia: 27 125 espectadores Árbitro(s): Ronald Gutiérrez | Asistencia: 27 125 espectadores Árbitro(s): Ronald Gutiérrez |

| 14 de enero de 1996 | Brasil                                              | 5:0 (2:0) | Honduras | Memorial Coliseum, Los Ángeles                                |                                                               |
|                     | Caio 9' 81' · Paulo Roberto 31' 61' · Bortolini 80' | Reporte   |          | Asistencia: 20 708 espectadores Árbitro(s): Armando Archundia | Asistencia: 20 708 espectadores Árbitro(s): Armando Archundia |

#### Grupo C
| Equipo            | Pts | PJ | PG | PE | PP | GF | GC | Dif |
| ----------------- | --- | -- | -- | -- | -- | -- | -- | --- |
| Estados Unidos    | 6   | 2  | 2  | 0  | 0  | 5  | 2  | 3   |
| El Salvador       | 3   | 2  | 1  | 0  | 1  | 3  | 4  | -1  |
| Trinidad y Tobago | 0   | 2  | 0  | 0  | 2  | 4  | 6  | -2  |

| 10 de enero de 1996 | Trinidad y Tobago | 2:3 (0:1) | El Salvador                             | Anaheim Stadium, Anaheim                                      |                                                               |
|                     | Latapy 59' 64'    | Reporte   | Díaz Arce 34' 72' (pen.) · Cerritos 50' | Asistencia: 27 125 espectadores Árbitro(s): Armando Archundia | Asistencia: 27 125 espectadores Árbitro(s): Armando Archundia |

| 13 de enero de 1996 | Estados Unidos              | 3:2 (2:2) | Trinidad y Tobago | Anaheim Stadium, Anaheim                                     |                                                              |
|                     | Wynalda 15' 34' · Moore 53' | Reporte   | Dwarika 6' 43'    | Asistencia: 12 425 espectadores Árbitro(s): Argelio Sabillon | Asistencia: 12 425 espectadores Árbitro(s): Argelio Sabillon |

| 16 de enero de 1996 | Estados Unidos           | 2:0 (0:0) | El Salvador | Anaheim Stadium, Anaheim                                   |                                                            |
|                     | Wynalda 64' · Balboa 75' | Reporte   |             | Asistencia: 52 345 espectadores Árbitro(s): Ramesh Ramdhan | Asistencia: 52 345 espectadores Árbitro(s): Ramesh Ramdhan |

#### Mejores segundos puestos
| Equipo      | Gr | Pts | PJ | PG | PE | PP | GF | GC | Dif |
| ----------- | -- | --- | -- | -- | -- | -- | -- | -- | --- |
| Guatemala   | A  | 3   | 2  | 1  | 0  | 1  | 3  | 1  | 2   |
| Canadá      | B  | 3   | 2  | 1  | 0  | 1  | 4  | 5  | -1  |
| El Salvador | C  | 3   | 2  | 1  | 0  | 1  | 3  | 4  | -1  |

### Segunda fase
|  | Semifinales              | Semifinales            |   |                          | Final                    | Final |  |
|  |                          |                        |   |                          |                          |       |  |
|  |                          |                        |   |                          |                          |       |  |
|  | Los Ángeles, 18 de enero |                        |   |                          |                          |       |  |
|  | Estados Unidos           | 0                      |   |                          |                          |       |  |
|  | Brasil                   | 1                      |   |                          |                          |       |  |
|  |                          |                        |   |                          |                          |       |  |
|  |                          |                        |   |                          | Los Ángeles, 21 de enero |       |  |
|  |                          |                        |   |                          | Brasil                   | 0     |  |
|  |                          | México                 | 2 |                          |                          |       |  |
|  |                          |                        |   |                          |                          |       |  |
|  |                          |                        |   |                          |                          |       |  |
|  |                          |                        |   |                          | Tercer lugar             |       |  |
|  | San Diego, 19 de enero   | San Diego, 19 de enero |   | Los Ángeles, 21 de enero | Los Ángeles, 21 de enero |       |  |
|  | México                   | 1                      |   | Estados Unidos           | 3                        |       |  |
|  | Guatemala                | 0                      |   |                          | Guatemala                | 0     |  |

#### Semifinales
| 18 de enero de 1996 | Estados Unidos | 0:1 (0:0) | Brasil            | Memorial Coliseum, Los Ángeles                                |                                                               |
|                     |                | Reporte   | Balboa 79' (a.g.) | Asistencia: 22 103 espectadores Árbitro(s): Armando Archundia | Asistencia: 22 103 espectadores Árbitro(s): Armando Archundia |

| 19 de enero de 1996 | México     | 1:0 (0:0) | Guatemala | Jack Murphy Stadium, San Diego                                  |                                                                 |
|                     | Blanco 64' | Reporte   |           | Asistencia: 42 221 espectadores Árbitro(s): Esfandiar Baharmast | Asistencia: 42 221 espectadores Árbitro(s): Esfandiar Baharmast |

#### Tercer lugar
| 21 de enero de 1996 | Estados Unidos                         | 3:0 (2:0) | Guatemala | Memorial Coliseum, Los Ángeles                         |                                                        |
|                     | Wynalda 34' · Agoos 37' · Kirovski 87' | Reporte   |           | Asistencia: 88 125 espectadores Árbitro(s): René Parra | Asistencia: 88 125 espectadores Árbitro(s): René Parra |

#### Final
| 21 de enero de 1996 | Brasil | 0:2 (0:0) | México                  | Memorial Coliseum, Los Ángeles                             |                                                            |
|                     |        | Reporte   | García 54' · Blanco 75' | Asistencia: 88 155 espectadores Árbitro(s): Ramesh Ramdhan | Asistencia: 88 155 espectadores Árbitro(s): Ramesh Ramdhan |

|                              |
| Bandera de México            |
| Campeón México Quinto título |

## Estadísticas

### Tabla de rendimiento
| Equipo | Equipo                       | Pts | PJ | PG | PE | PP | GF | GC | Dif | Rend |
| ------ | ---------------------------- | --- | -- | -- | -- | -- | -- | -- | --- | ---- |
| 1      | México                       | 12  | 4  | 4  | 0  | 0  | 9  | 0  | 9   | 100% |
| 2      | Brasil                       | 9   | 4  | 3  | 0  | 1  | 10 | 3  | 7   | 75%  |
| 3      | Estados Unidos               | 9   | 4  | 3  | 0  | 1  | 8  | 3  | 5   | 75%  |
| 4      | Guatemala                    | 3   | 4  | 1  | 0  | 3  | 3  | 5  | -2  | 25%  |
| 5      | Canadá                       | 3   | 2  | 1  | 0  | 1  | 4  | 5  | -1  | 50%  |
| 6      | El Salvador                  | 3   | 2  | 1  | 0  | 1  | 3  | 4  | -1  | 50%  |
| 7      | Trinidad y Tobago            | 0   | 2  | 0  | 0  | 2  | 4  | 6  | -2  | 0%   |
| 8      | Honduras                     | 0   | 2  | 0  | 0  | 2  | 1  | 8  | -7  | 0%   |
| 9      | San Vicente y las Granadinas | 0   | 2  | 0  | 0  | 2  | 0  | 8  | -8  | 0%   |

### Goleadores
| Jugador      | Selección      | Goles |
| ------------ | -------------- | ----- |
| Eric Wynalda | Estados Unidos | 4     |
| Caio         | Brasil         | 3     |
| Luis García  | México         | 3     |